# Região Geográfica Imediata de Bagé
A Região Geográfica Imediata de Bagé é uma das 43 regiões imediatas do estado brasileiro do Rio Grande do Sul, uma das 2 regiões imediatas que compõem a Região Geográfica Intermediária de Pelotas e uma das 509 regiões imediatas no Brasil, criadas pelo IBGE em 2017. É composta de 7 municípios.

## Municípios
| Município        | População (2010) | População (2022) | PIB (em mi, 2019) | PIB per capta (2019) |
| ---------------- | ---------------- | ---------------- | ----------------- | -------------------- |
| Aceguá           | 4 394            | 4 156            | R$ 252 048        | R$ 51 428            |
| Bagé             | 116 794          | 113 173          | R$ 3 154 211      | R$ 26 037            |
| Candiota         | 8 771            | 10 418           | R$ 649 413        | R$ 67 760            |
| Dom Pedrito      | 38 898           | 36 559           | R$ 1 345 518      | R$ 34 984            |
| Hulha Negra      | 6 043            | 5 851            | R$ 196 088        | R$ 28 939            |
| Pedras Altas     | 2 212            | 2 213            | R$ 167 556        | R$ 84 539            |
| Pinheiro Machado | 12 780           | 11 380           | R$ 305 699        | R$ 24 912            |
| Total            | 189 892          | 183 750          | R$ 6 070 534      | R$ 31 073            |